# Tragedia wspólnego pastwiska
Tragedia wspólnego pastwiska, tragedia wspólności zasobów, tragedia pastwisk, tragedia wspólnot. (ang. tragedy of the commons) – koncepcja mikroekonomiczna omawiająca pułapkę społeczną, w której indywidualny zysk poszczególnych uczestników społeczności prowadzi do strat dla społeczności jako całości.
Koncepcja prowadzi do wniosku, że nieograniczony dostęp do ograniczonych dóbr publicznych – np. pastwiska – prowadzi do ich wyeksploatowania.

## Istota problemu
Tragedia wspólnego pastwiska pokazuje wartość współpracy przy korzystaniu z dóbr publicznych (wspólnych) o ograniczonej pojemności. Zbyt duża liczba użytkowników dobra wspólnego może doprowadzić do zniszczenia tego dobra. Z kolei pojedyncza osoba korzystająca z dobra publicznego bardziej, niż się jej należy (efekt gapowicza), zawsze na tym zyskuje. W ujęciu teorii gier wypłata dla dodatkowego użytkownika dobra publicznego będzie zawsze wyższa niż indywidualne obniżenie wypłat wszystkich innych użytkowników, ale po pewnym czasie jednostkowe wypłaty obniżą się tak, że użytkowanie dobra stanie się nieopłacalne.
Niektóre dobra publiczne, np. zasoby kulturalne w postaci cyfrowej, nie podlegają wyczerpaniu, dlatego według zwolenników ruchu wolnej kultury koncepcji tej nie można odnosić do własności intelektualnej czy dóbr kultury.

## Przykłady
Po raz pierwszy na problem wyczerpywania dóbr publicznych zwrócił uwagę w 1832 brytyjski ekonomista William Forster Lloyd. W czasach współczesnych został on rozpropagowany przez biologa Garretta Hardina, który opisał go i nazwał „tragedią” w miesięczniku „Science” w 1968.
Hardin opisał tragedię na przykładzie wiejskich wspólnot, które wypasały mleczne krowy na wspólnych pastwiskach (ang. The commons). Krów pasło się akurat tyle (np. 100), aby trawa na pastwisku mogła odrastać. Ale jeden z rolników stwierdził, że doda do takiego stada jeszcze jedną swoją krowę, co pozwoliło mu na większe przychody z mleka. Krów od tego czasu było 101, a rolnik był zadowolony, bo wypasał kolejną krowę. Efekt dla całego pastwiska, które zaczęło mieć więcej krów niż mogło wyżywić, nie był jeszcze widoczny. Gdy dowiedzieli się o tym inni mieszkańcy wioski, wyprowadzili na wspólne pastwisko kolejne krowy: 102. i następne. Po jakimś czasie trawa na pastwisku przestała odrastać, a pastwisko ostatecznie zostało wyjałowione. Mieszkańcy stracili pastwisko, a ich krowy przestały dawać mleko. Nieprzestrzeganie umowy korzystania z pastwiska przez kilka osób doprowadziło do jego zniszczenia.
Jako współczesny przykład dóbr dotkniętych przez tę pułapkę społeczną podawane są:
- drogi, które mają przyspieszać i ułatwiać komunikację – zbyt duża liczba samochodów powoduje korki, utrudnia i spowalnia komunikację;
- łowiska, które wyczerpują się przy intensywnej eksploatacji;
- parki i tereny rekreacyjne, które tracą swoją funkcję, gdy korzysta z nich zbyt wiele osób.

## Rozwiązania problemu
Historycznie rozwiązania problem wspólnego pastwiska można by pogrupować na polegające na przyjęciu wspólnych norm lub prywatyzacji.

### Regulacja
Rozwiązaniem tragedii wspólnego pastwiska może być regulacja administracyjna dostępu do dóbr publicznych. W typowym przykładzie przepisy rządowe mogą ograniczać ilość dobra wspólnego, które jest dostępne do użytku przez każdą osobę. Przykładami tego podejścia są systemy pozwoleń na wydobywczą działalność gospodarczą, w tym górnictwo, rybołówstwo, łowiectwo, hodowlę zwierząt gospodarskich i wydobycie drewna. Podobnie granice zanieczyszczenia są przykładami rządowej interwencji na rzecz dóbr wspólnych. Ta idea jest wykorzystywana przez Traktat Księżycowy Organizacji Narodów Zjednoczonych, Traktat o Przestrzeni Kosmicznej i Konwencja Narodów Zjednoczonych o prawie morza, a także Konwencja w sprawie ochrony światowego dziedzictwa kulturowego i naturalnego UNESCO, która zawiera zasadę prawa międzynarodowego, która określa niektóre obszary lub zasoby jako Wspólne Dziedzictwo Ludzkości.

### Prywatyzacja
Innym podejściem do rozwiązania tragedii wspólnego pastwiska dla niektórych zasobów jest przekształcenie dobra wspólnego we własność prywatną (Coase 1960), które daje właścicielowi motywację do egzekwowania jego trwałości. Libertarianie i klasyczni liberałowie przytaczają tragedię wspólnego pastwiska jako przykład tego, co się dzieje, gdy Locke'owskie prawa własności do zasobów gospodarstwa są zakazane przez rząd. Twierdzą, że rozwiązaniem tragedii wspólnego dobra jest umożliwienie jednostkom przejęcia praw własności zasobu, to znaczy jego prywatyzacja. W Anglii na początku rewolucji przemysłowej próbowano tego rozwiązania w Inclosure Acts. Jednak często to rozwiązanie prowadzi do tego, że coraz większa liczba ludzi jest spychana do coraz mniejszych obszarów wspólnej ziemi, która jeszcze nie została sprywatyzowana, w ten sposób jedynie przemieszczając i zaostrzając problem, jednocześnie stawiając coraz większą liczbę osób w niepewnych sytuacjach. W Anglii doprowadziło to do pauzy Engelsa (lata 1790–1840).

## Nawiązania
Na koncepcji tragedii wspólnego pastwiska oparte są gry ekonomiczne, np. The New Commons Game autorstwa Richarda B. Powersa.